# Мала Полана
Мала Полана (словен. Mala Polana, мађ. Kispalina) је насељено место у општини Велика Полана, Помурска регија, Словенија.

## Историја
До територијалне реорганизације у Словенији била је у саставу старе општине Лендава.

## Становништво
У попису становништва из 2011. године, Мала Полана је имала 356 становника.
| Број становника према пописима | Број становника према пописима | Број становника према пописима |
| ------------------------------ | ------------------------------ | ------------------------------ |
| 1991                           | 2002                           | 2011                           |
| 428                            | 380                            | 356                            |

## Галерија
- Цопеков млин
- фолклорна група